# Theta Ophiuchi
Theta Ophiuchi (θ Oph, θ Ophiuchi) è un sistema stellare nella costellazione di Ofiuco, di magnitudine apparente +3,25, distante 436 anni luce dal sistema solare.
Insieme a ε Ophiuchi era conosciuta in sogdiano come Wajrik, "il mago". Queste due stelle, insieme a η Ophiuchi, erano anche chiamate, dai copti Tshiō, il serpente, e Aggia, il mago.

## Osservazione

Theta Ophiuchi.

Si tratta di una stella situata nell'emisfero celeste australe; grazie alla sua posizione non fortemente australe, può essere osservata dalla gran parte delle regioni della Terra, sebbene gli osservatori dell'emisfero sud siano più avvantaggiati. Nei pressi dell'Antartide appare circumpolare, mentre resta sempre invisibile solo in prossimità del circolo polare artico.
La sua magnitudine pari a +3,25 le consente di essere scorta anche dalle aree urbane di moderate dimensioni, sebbene un cielo non eccessivamente inquinato sia maggiormente indicato per la sua individuazione.

## Caratteristiche fisiche
Theta Ophiuchi è una stella tripla; la principale è una binaria spettroscopica con un periodo orbitale di 11,44 giorni, con una compagna separata di 0,25 UA dalla principale. La principale di questa coppia è subgigante blu di tipo spettrale B2IV, avente una massa 8,8 volte quella del Sole. Il raggio della stella più brillante è 7,3 volte quello del Sole ed è classificata come variabile Beta Cephei; la sua luminosità varia di 0,04 magnitudini in un periodo di 0,14 giorni.
La terza componente è una stella di classe B5 che si trova a 0,30 secondi d'arco dalla coppia principale. Il sistema di Theta Ophiuchi ha lo stesso moto proprio delle stelle appartenenti all'associazione Scorpius-Centaurus, l'associazione OB più vicina al Sole; è quindi plausibile che anch'essa ne faccia parte.